# Nhà xuất bản Đại học California

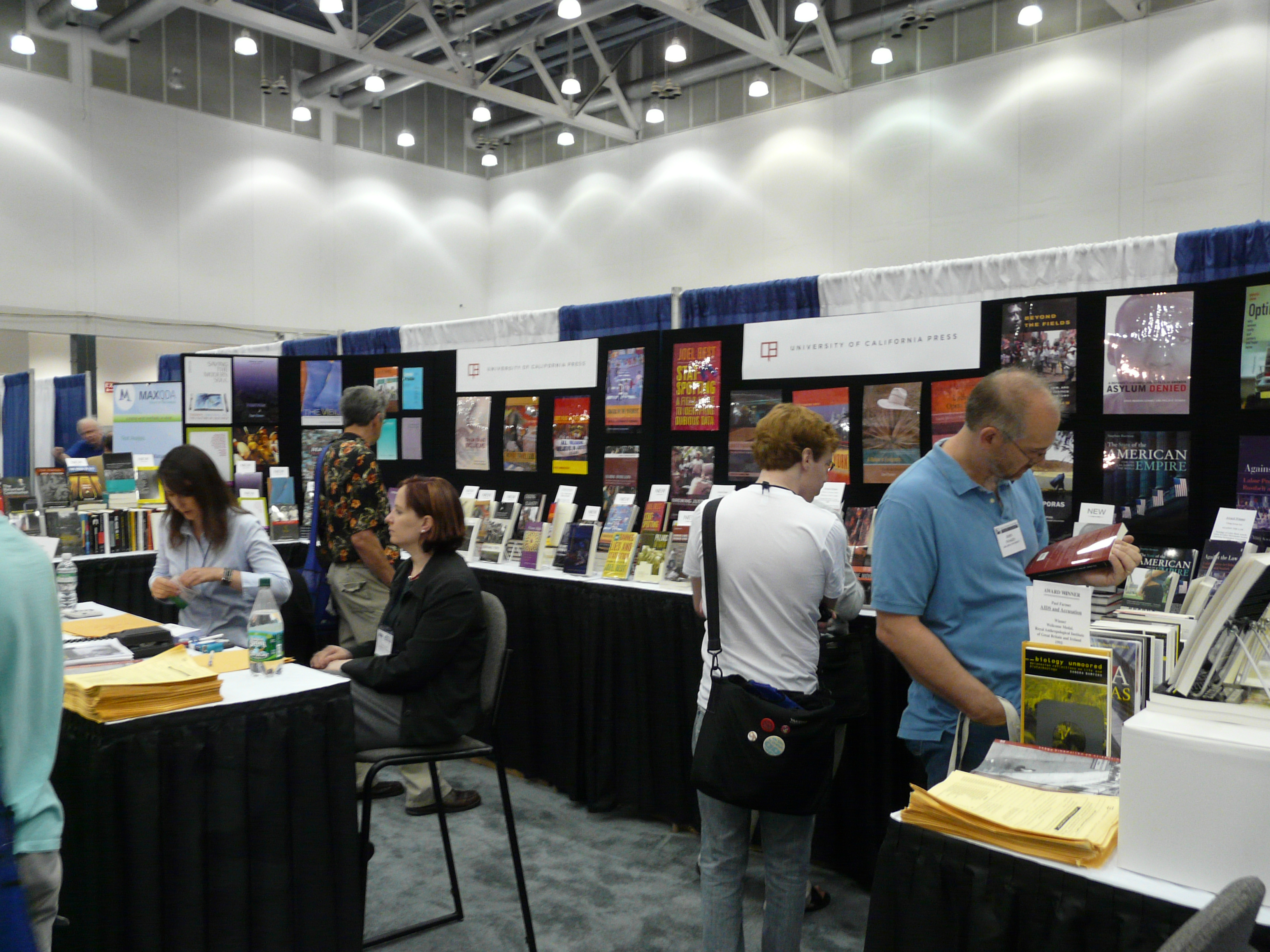
Gian hàng hội nghị 2008

Nhà xuất bản Đại học California, tên gọi tiếng Anh là University of California Press hay UC Press, là một nhà xuất bản liên kết với Đại học California để xuất bản học thuật. Nó được thành lập vào năm 1893 để xuất bản sách và giấy tờ cho các hkoa của Đại học California, vốn được thành lập 25 năm trước vào năm 1868. Trụ sở chính của nó nằm tại Oakland, California.
Nhà xuất bản Đại học California hiện xuất bản trong các lĩnh vực sau: nhân chủng học, nghệ thuật, nghiên cứu cổ điển / thế giới cổ điển, California và phương Tây, nghiên cứu điện ảnh và truyền thông, tội phạm học, nghiên cứu môi trường, thực phẩm và rượu vang, lịch sử, âm nhạc, chính trị, tâm lý học, y tế công cộng và y học, tôn giáo, và xã hội học.
Nó là một nhánh xuất bản phi lợi nhuận của Đại học California. Trong số các tác giả của nó, 25% có liên kết với trường Đại học California. Nó xuất bản trung bình 175 cuốn sách mới cùng 30 tạp chí nhiều kì về chủ đề nhân văn, khoa học xã hội và khoa học tự nhiên, đồng thời duy trì khoảng 4.000 đầu sách in. Nó cũng là nhà xuất bản thành viên của sáng kiến truy cập mở (open access) Collabra và Luminos.